# Javra longicornis
Javra longicornis là một loài tò vò trong họ Ichneumonidae.